# Luis Felipe Contardo
Luis Felipe Contardo Palma (Molina, 1880 - Chillán, 1922) fue un sacerdote católico y escritor de poemas religiosos.

## Biografía
Estudió Teología en la Universidad Pontificia Gregoriana hasta 1902. Después de ser ordenado sacerdote realizó una gira por Europa, Medio Oriente y los Estados Unidos. A su vuelta a Chile dirigió los periódicos "El País" y "La Unión" de Concepción y se desempeñó como profesor en el Seminario de esa ciudad. En 1917 se convirtió en Párroco de Chillán y en 1921 fue nombrado Gobernador Eclesiástico interino de la provincia de Ñuble, hasta su muerte al año siguiente.
Hoy en día sus poemas más importantes todavía se publican regularmente en antologías.

## Obra
- Flor del Monte (1903)
- Palma y Hogar (1908)
- Cantos del camino (1918)